# Дзьобова акула довогоноса
Дзьобова акула довогоноса (Deania quadrispinosum) — акула з роду Дзьобова акула родини Ковтаючі акули.

## Опис
Загальна довжина досягає 1,14 м. За своєю будовою схожа на інших представників свого роду. Особливістю є голова з незвичайно довгим, лопатоподібним рилом і зубчиками, які вкривають тіло. Звідси походить назва цієї акули. Для цієї акули характерні великі спинні плавці, при цьому задній майже не поступається в розмірах передньому. Анального плавця немає.

## Спосіб життя
Відноситься до рідкісних і маловивчених видів. Зустрічається переважно на глибинах від 150 до 732 м, іноді до 1000 м. Основу раціону складають костисті риби, а також донні безхребетні.
Це яйцеживородна акула.
Для людини ця хижачка становить небезпеку лише шипами-колючками.

## Розповсюдження
Мешкає біля берегів південної Австралії, Нової Зеландії, на півдні Африки — у Мозамбіку, Намібії.